# Attica (Ohio)
Attica é uma vila localizada no estado norte-americano de Ohio, no Condado de Seneca.

## Demografia
Segundo o censo norte-americano de 2000, a sua população era de 955 habitantes. 
Em 2006, foi estimada uma população de 918, um decréscimo de 37 (-3.9%).

## Geografia
De acordo com o United States Census Bureau tem uma área de 
1,4 km², dos quais 1,4 km² cobertos por terra e 0,0 km² cobertos por água. Attica localiza-se a aproximadamente 282 m acima do nível do mar.

## Localidades na vizinhança
O diagrama seguinte representa as localidades num raio de 16 km ao redor de Attica. 